# 中島健一
中島健一（なかじま けんいち、1913年8月28日 - 没年不詳）は、日本の歴史地理学者。

## 来歴・人物
山口県出身。早稲田大学文学部地理学科卒、同大学院、東亜研究所をへて、早大教育学部助教授、教授。84年定年、名誉教授。83年「灌漑農法と社会=政治体制 気候変動と歴史の構造変化に関する歴史地理学的研究」で文学博士。専門は歴史地理学。

## 著書
- 『英国史への地理学的序考 英国中世社会の成立に関するノート』 (日本学術論叢) 伊藤書店 1943
- 『緬甸の自然と民族』養徳社 1944
- 『地理学 (新成唯物論全書) 唯物論研究所 1949
- 『稲作社会の発展構造』校倉書房 1961
- 『古オリエント文明の発展と衰退』校倉書房 1973
- 『河川文明の生態史観』校倉書房 1977
- 『灌漑農法と社会=政治体制』校倉書房 1983

### 共著編
- 『稲作の社会』 (早大地理学界論文集) 関根鎮彦共著 稲門堂出版部 1949
- 『新しい世界地理』全4巻 編. 小峰書店 1957
- 『高校生のための就職・受験社会用語』編. 明治書院 1961
- 『ニューエース政治・経済問題』編. 池田書店 1981
- 『ニューエース日本史問題』編. 池田書店 1981
- 『ニューエース世界史問題』編. 池田書店 1981
- 『新総括地理 大学受験 3訂版』編著 数研出版 1994